# 亨特斯維爾 (明尼蘇達州)
亨特斯維爾（英語：Huntsville）是位於美國明尼蘇達州沃迪納縣亨特斯維爾鎮區的一個非建制地區。

## 地理
亨特斯維爾所處的海拔為高於海平面423米（即1388英呎），而該地所採用的時區為UTC-6，即北美中部時區（CST）。同時該地設有夏令時間，為UTC-6調快一小時，即UTC-5（CDT）。